# Мария Апостолова
Мария Георгиева Апостолова е български график и илюстратор.

## Биография
Родена е на 19 септември 1931 година в София. През 1957 година завършва Висшия институт за изобразително изкуство „Николай Павлович“ в класа по графика и илюстрация на Илия Бешков. От 1960 до 1966 година е художествен редактор в издателство „Наука и изкуство“, а от 1978 година във вестник „АБВ“. Илюстрира книги и списания. Излага рисунки, монотопии и графики на общи художествени изложби. Използва техниките суха игла и верниму. Нейни творби са: „Нежност“ (1972), „Прохождане“ (1972), „Раздяла“ (1973), „Разстрел“ (1973), „Задочничка“ (1974) и „Семейство“ (1974).